# Pujada al Montseny
La Pujada al Montseny (en castellà, Carrera en cuesta al Montseny) fou una pujada de muntanya automobilística que es disputà anualment entre 1964 i 1989 al Montseny. Organitzada pel RACC cap al maig, la cursa començava als voltants de Sant Celoni, entre Campins i Mosqueroles, i s'enfilava per la carretera de Santa Fe del Montseny, en un recorregut molt ràpid de 16.300 metres.
Juntament amb curses semblants, com ara la Pujada a Montserrat, la Pujada a l'Arrabassada o la Pujada a Sant Feliu de Codines, la del Montseny fou una de les més emblemàtiques de les que se celebraven a Catalunya i esdevingué un punt de trobada obligat per als aficionats als esports de motor. La prova unia a la seva llarga distància, dificultat i bellesa paisatgística el fet de puntuar per al Campionat d'Europa de muntanya, una categoria que fins aleshores només havia assolit una altra pujada catalana en una ocasió, concretament la de l'Arrabassada el 1931.

## Característiques

### Recorregut
La cursa es disputava en un tram delimitat de la carretera que va de Sant Celoni a Santa Fe del Montseny, la BV-5114, en direcció Santa Fe. El tram en qüestió era de 15 quilòmetres a les primeres edicions, però el 1967 s'incrementà a 16,3 -amb la sortida al km 4,1 i l'arribada al km 20,4-, una distància que convertia la pujada en la segona més llarga del campionat d'Europa, superada només per la pujada al Ventor (a Occitània). El desnivell total a superar anava des dels 258,7 metres sobre el nivell del mar del punt de sortida als 1.142,5 de l'arribada. Aquest recorregut fou escurçat dues vegades: el 1978 se'n suprimí el tram final, considerat molt perillós, i el 1985 es tornà a escurçar més en haver passat a formar part del Parc Natural del Montseny la zona on hi havia l'arribada.
Tot seguit, es detalla la longitud total dels diferents recorreguts de la cursa al llarg dels anys, amb el rècord absolut marcat en cadascun d'ells:
| Època       | Longitud | Rècord                                                           |
| ----------- | -------- | ---------------------------------------------------------------- |
| 1964 - 1966 | 15 km    | Paco Torredemer (Fiat Abarth 1000), 1966, 12'28"38 a 72,155 km/h |
| 1967 - 1977 | 16,3 km  | Michel Pignard (March 762/F2), 1976, 8'44"14 a 111,955 km/h      |
| 1978 - 1984 | 12 km    | Mauro Nesti (Osella BMW), 1983, 6'13"76 a 115,582 km/h           |
| 1985 - 1989 | 10,1 km  | Mauro Nesti (Osella BMW), 1985, 5'15"16 a 115,370 km/h           |

### Traçat
Pel que fa al traçat pròpiament dit, els dos primers quilòmetres eren particularment ràpids; del tercer al sisè hi havia nombroses "paelles" que es negociaven entre 120 i 150 km/h; finalment, els darrers sis quilòmetres eren els més ràpids de la pujada i es feien sempre al límit de l'adherència, amb puntes de velocitat màxima de 185 km/h. Joan Fernández, guanyador de tres edicions de la prova, ha descrit algun cop així el recorregut: «Els dos quilòmetres inicials són ràpids amb espectaculars paelles. La segona part, és on es juga la cursa, amb canvis de rasant, contra-peralts i esses encadenades que es fan a gran velocitat. L'última part, és molt ràpida i exigeix portar el cotxe derrapant».
Els cotxes que hi competien pujaven per aquells revolts travessats i en sortien rabent, a menys d'un metre dels espectadors que omplien les cunetes i les feixes circumdants. Com a exemple de les notables velocitats que s'hi aconseguien, Gerhard Mitter (conegut com "El rei de la muntanya") baixà dels 10 minuts el 1967 i el 1968 superà els 100 km/h de mitjana. El 1969 s'asfaltà de nou tot el traçat i això va permetre que les mitjanes de velocitat pugessin encara més.

### Meteorolologia
Tot i disputar-se al maig, en alguna ocasió la meteorologia no acompanyava i la pluja feia acte de presència. Aquest era un factor que podia determinar el resultat de la pujada, com va passar per exemple el 1978 quan Josep Trabal, que en principi no comptava als pronòstics, va guanyar de forma inesperada. Trabal va destrossar el seu Porsche Carrera RSR GT així que va travessar la línia de meta i instants després, va començar a ploure amb tanta intensitat que cap dels favorits no va poder millorar el seu temps.

## Història
A banda del RACC, que l'organitzava, les altres entitats que donaven suport a la pujada eren la RFEDA (Reial Federació Espanyola d'Automobilisme), sota els auspicis de la qual es convocava, i La Caixa, que la patrocinava. A més a més, la cursa era sovint retransmesa per televisió.
Durant les seves primeres edicions, la pujada puntuava per als Campionats de Catalunya i d'Espanya de Muntanya. En aquella època, el director de cursa era en Jordi Gual. El 1967, tres anys després de la seva estrena, la prova fou inclosa en el Campionat d'Europa, inicialment com a primera cursa de la temporada i, uns anys després, la tercera. En paraules de Joan Fernández, l'artífex d'aquest èxit fou Salvador Fàbregas, aleshores president del RACC, qui s'obstinà «a donar a conèixer aquesta prova a pilots de fora i convèncer-los que vinguessin».
En formar part del Campionat d'Europa, la prova va permetre veure en acció alguns dels millors pilots de Fórmula 1 i ral·lis del moment, amb la presència habitual dels equips oficials de Ferrari, Porsche, Abarth i BMW. Aquests equips confiaven els seus cotxes de categoria sport-prototipus a pilots com ara Gerhard Mitter, Ludovico Scarfiotti, Rolf Stommelen, Peter Schetty, Dieter Quester, Johanes Ortner o Arturo Merzario, mentre que Alfa Romeo i Ford pugnaven entre els turismes, amb figures com ara Ignazio Giunti, Spartaco Dini i Jochen Mass. Pel que fa als pilots catalans, a banda de Joan Fernández hi destacaren Geni Baturone, Fermí Vélez, Manuel Juncosa i Xavi Riera entre d'altres.
Durant la quarta i cinquena edició de la pujada es varen poder veure en acció els llegendaris Porsche 910 Bergspyder, amb un dels quals Mitter va trencar el 1968 la barrera dels 100 km/h de mitjana. A l'any següent, el pilot de Ferrari Peter Schetty (futur director esportiu de la "Scuderia"), rebaixà en 18 segons l'anterior rècord de Mitter amb un Ferrari 212 E, assolint una mitjana de 106,215 km/h. El títol del suís a final de temporada va donar pas a una nova era en la qual els equips oficials van anar cedint el pas a pilots privats, ben equipats (tant en sport-prototipus com en monoplaces) amb els imbatibles Fórmula 2. A partir de 1979 va començar l'etapa de domini de Mauro Nesti, qui es va imposar set vegades al Montseny, les sis darreres consecutives entre 1983 i 1988.
El 1988, el RACC abandonà l'organització de la cursa a causa de l'increment constant de dificultats burocràtiques amb què es trobava anualment i n'agafà el relleu la FCA (Federació Catalana d'Automobilisme). Aquell any hi hagué un greu accident, amb el resultat d'una espectadora morta i tres de ferits en ser envestits pel Ford Sierra Cosworth de Giacomo Botti. A més a més, per culpa de la mala relació existent entre la FCA i la RFEDA, la cursa quedà exclosa dels Campionats d'Europa i d'Espanya el 1989, essent puntuable només per al de Catalunya. Això, de retruc, va fer que l'esdeveniment no tornés a aconseguir el permís especial que calia per a poder convocar una cursa automobilística en zona de pre-parc natural, un permís que se li atorgava anualment amb motiu de la importància internacional de la prova, ara perduda. Unint a tot això l'increment dels pressupostos requerits i les noves normes de seguretat dictades per la RFEDA, la cursa esdevingué inviable i l'edició de 1989 fou, doncs, la darrera de la història.

### El cinquantenari
A finals de maig del 2014, coincidint amb el 50è aniversari de la primera edició de la Pujada al Montseny -disputada el 26 d'abril de 1964-, el Museu Etnològic del Montseny d'Arbúcies i l'associació Clàssics Montseny Guilleries organitzaren un homenatge commemoratiu. Al museu s'hi pogué visitar, fins al 15 de juny d'aquell any, una exposició amb tota mena de material inèdit relatiu a la històrica cursa. L'exposició comptà amb la col·laboració de la Col·lecció d'Automòbils Salvador Claret, el RACC, El Mundo Deportivo i l'Ajuntament d'Arbúcies. Amb motiu de la inauguració de l'exposició, el 24 de maig hi hagué una trobada de vehicles esportius a la Plaça de la Vila d'Arbúcies.

## Palmarès
Font:
| Edició | Any  | Data           | Longitud | Guanyador          | Cotxe                  | Temps    | Mitjana Km/h |
| ------ | ---- | -------------- | -------- | ------------------ | ---------------------- | -------- | ------------ |
| I      | 1964 | 26 d'abril     | 15 km    | Joan Fernández     | Porsche 904 GTS        | 12'04"13 | 74,572       |
| II     | 1965 | 21 de març     | 15 km    | Joan Fernández     | Porsche 904 GTS        | 11'31"03 | 78,144       |
| III    | 1966 | 14 de maig     | 15 km    | Paco Torredemer    | Fiat Abarth 1000       | 12'28"38 | 72,155       |
|        |      |                |          |                    |                        |          |              |
| IV     | 1967 | 21 de maig     | 16,3 km  | Gerhard Mitter     | Porsche 910 Bergspyder | 9'59"59  | 97,866       |
| V      | 1968 | 2 de juny      | 16,3 km  | Gerhard Mitter     | Porsche 910 Bergspyder | 9'30"33  | 102,887      |
| VI     | 1969 | 25 de maig     | 16,3 km  | Peter Schetty      | Ferrari 212E Montagna  | 9'12"46  | 106,215      |
| VII    | 1970 | 24 de maig     | 16,3 km  | Jorge de Bagration | Porsche 908/3          | 9'22"61  | 104,299      |
| VIII   | 1971 | 23 de maig     | 16,3 km  | Mario Casoni       | Porsche 903/3          | 10'46"52 | ?            |
| IX     | 1972 | 21 de maig     | 16,3 km  | Xavier Perrot      | March 722-Ford         | 8'57"13  | 109,247      |
| X      | 1973 | 20 de maig     | 16,3 km  | Jimmy Mieusset     | March 722-Ford         | 8'55"67  | ?            |
| XI     | 1974 | 26 de maig     | 16,3 km  | Jimmy Mieusset     | March 742-Ford         | 8'56"97  | ?            |
| XII    | 1975 | 14 de setembre | 16,3 km  | Geni Baturone      | Brabham BT40-Ford      | 9'47"28  | 99,918       |
| XIII   | 1976 | 23 de maig     | 16,3 km  | Michel Pignard     | March 762-BMW F2       | 8'44"14  | 111,955      |
| XIV    | 1977 | 22 de maig     | 16,3 km  | Geni Baturone      | Brabham BT40-Ford      | 8'59"11  | 108,846      |
|        |      |                |          |                    |                        |          |              |
| XV     | 1978 | 21 de maig     | 12 km    | Josep Trabal       | Porsche Carrera RSR    | 7'28"11  | 96,404       |
| XVI    | 1979 | 20 de maig     | 12 km    | Mauro Nesti        | Lola BMW               | 7'26"79  | 96,689       |
| XVII   | 1980 | 18 de maig     | 12 km    | Michel Pignard     | TOJ SC206-BMW          | 6'19"53  | ?            |
| XVIII  | 1981 | 24 de maig     | 12 km    | Jean-Louis Bos     | Lola T298              | 6'31"17  | 110,437      |
| XIX    | 1982 | 30 de maig     | 12 km    | Joan Fernández     | Lola T298-Danone       | 6'27"93  | 111,360      |
| XX     | 1983 | 29 de maig     | 12 km    | Mauro Nesti        | Osella PA9-BMW         | 6'13"76  | 115,582      |
| XXI    | 1984 | 27 de maig     | 12 km    | Mauro Nesti        | Osella PA9-BMW         | 6'17"54  | 114,424      |
|        |      |                |          |                    |                        |          |              |
| XXII   | 1985 | 19 de maig     | 10,1 km  | Mauro Nesti        | Osella PA9-BMW         | 5'15"16  | 115,370      |
| XXIII  | 1986 | 25 de maig     | 10,1 km  | Mauro Nesti        | Osella PA9-BMW         | 5'16"099 | 115,027      |
| XXIV   | 1987 | 17 de maig     | 10,1 km  | Mauro Nesti        | Osella PA9-BMW         | 6'16"430 | 96,590       |
| XXV    | 1988 | 8 de maig      | 10,1 km  | Mauro Nesti        | Osella PA9-BMW         | 5'21"387 | 113,136      |
| XXVI   | 1989 | 30 de maig     | 10,1 km  | Pancho Egozkue     | Osella BMW             | 5'26"587 | ?            |

1. 1 2  Edició disputada amb pluja